# Coeliccia albicauda
Coeliccia albicauda – gatunek ważki z rodziny pióronogowatych (Platycnemididae).